# (438) Zeuxo
(438) Zeuxo ist ein Asteroid des Hauptgürtels, der am 8. November 1898 von dem französischen Astronomen Auguste Charlois in Nizza entdeckt wurde.
Der Asteroid ist nach der Okeanide Zeuxo aus der griechischen Mythologie benannt.